# 着雪
着雪（ちゃくせつ、英: snow accretion）は、雪が物体に付着する現象、または付着した雪のこと。とくに付着した物体が電線のときは電線着雪、列車のときは列車着雪と呼ばれ、ともに雪害である。強風下で気温が0℃から1℃ぐらいで降るぬれ雪（湿性の雪）のときに起こりやすい。雪が湿っていると、水の表面張力が働くからである。着雪が著しい場合は着雪注意報が出される。日本では11月から3月にかけて発生しやすい。

## 電線着雪
送電線や電話線に雪が付着すると、電線を軸とする直径10 - 20センチメートルの筒状の着雪が発達する。自重やギャロッピング現象、着雪が落下した際の反動による電線の跳ね上がり現象（スリートジャンプという）により断線したり、ときには電柱や送電鉄塔が倒れる。電線着雪はその形から筒雪（つつゆき）と呼ばれることがある。
なお、電線だけでなく電柱にも着雪は発生する。風で電柱に雪が吹き付けられた雪が、気温の上昇に伴い側面をずり落ち、白ヘビがはっているような形状となる「雪ひも」という現象が発生することがある。

## 列車着雪

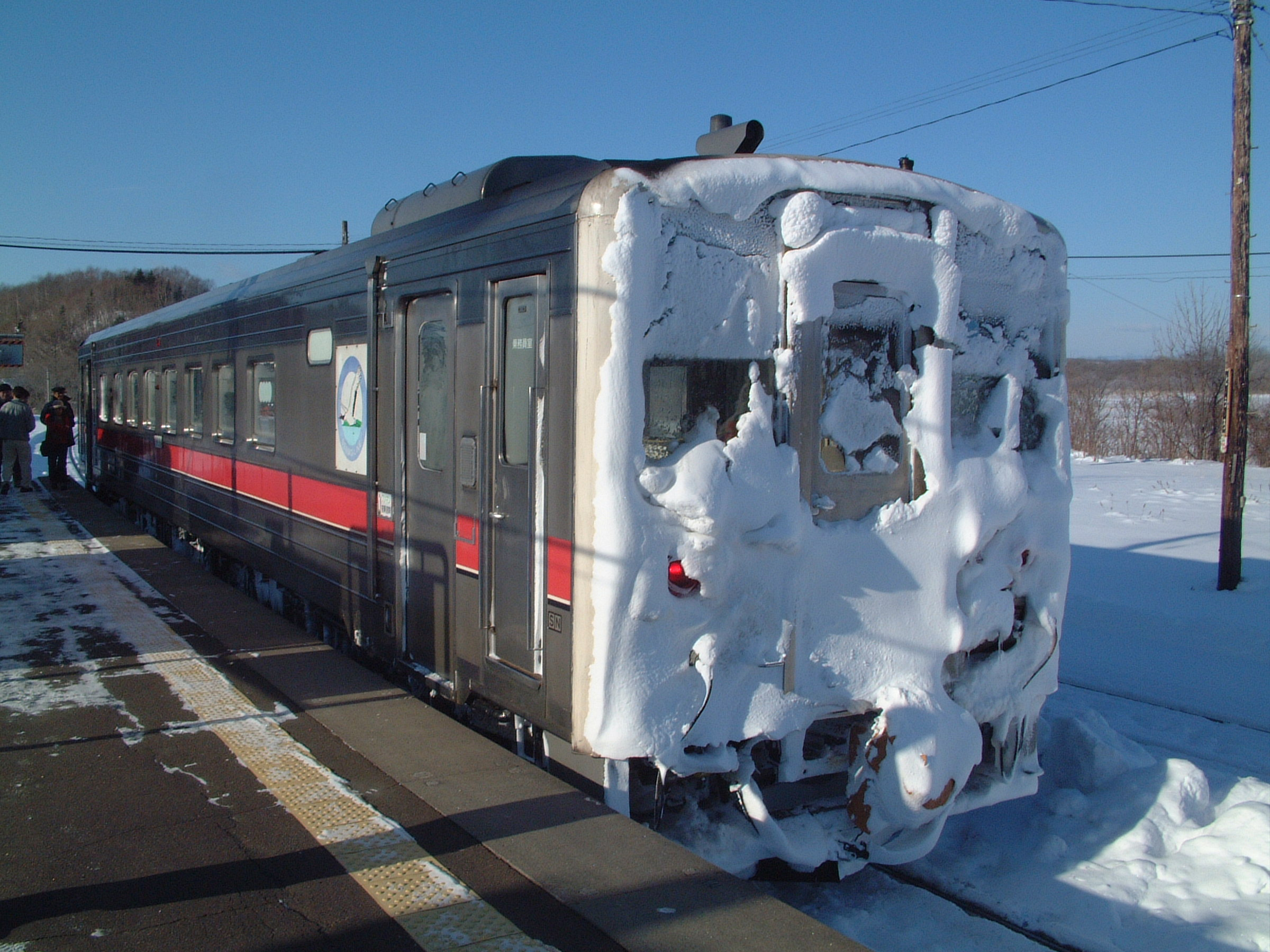
走行風により雪が巻上げられ、車体後部に着雪した鉄道車両

鉄道においては、列車走行の風に巻き上げられた雪が車体に付着したり、雪のある区間を列車で除雪しながら進行する時に雪が床下に付着したりする。付着が進んで成長した雪の塊は、走行中の振動、特に分岐器通過時の衝撃でまとまって落下することがあり、この落下により軌道のバラストが跳ね上げられて列車の窓ガラスを割ったり、沿線に被害をもたらしたりして問題となる。また分岐器のレールの隙間に入り込むと分岐器の転換不能の原因となることもある。こうしたことから、着雪の防止対策と発生した着雪への対策が両面で行われている。

### 着雪対策
東海道新幹線では関ヶ原付近で冬期に降雪があり、ここでの車体への着雪が後に落下してバラストを跳ね飛ばす問題を引き起こす。こうしたことから、関ヶ原付近には雪の舞い上がりを防ぐために、雪を湿らせる目的のスプリンクラーが設置されている。東海道新幹線では高架橋ではなく築堤が多用されていることから、雪を融かすだけの水を撒くと築堤が緩んでしまうので、融かす対策は採られていない。スプリンクラーを利用しても高速になると着雪が進行することから、降雪時には速度制限が設定されたり、関ヶ原通過後の停車駅で雪の除去作業が行われたりして、ダイヤに乱れをもたらす。
上越新幹線では、新潟県における降雪量が非常に大きいことから、沿線にボイラーを設置して汲み上げた地下水を沸かし、スプリンクラーで温水を散布して全ての雪を融かしてしまうという抜本的な対策が採られており、着雪はまず発生しない。
JR北海道785系電車では、改造を実施して走行時の空気の流れを導き、着雪を抑制する対策を採っている。

### 着雪発生時の対策

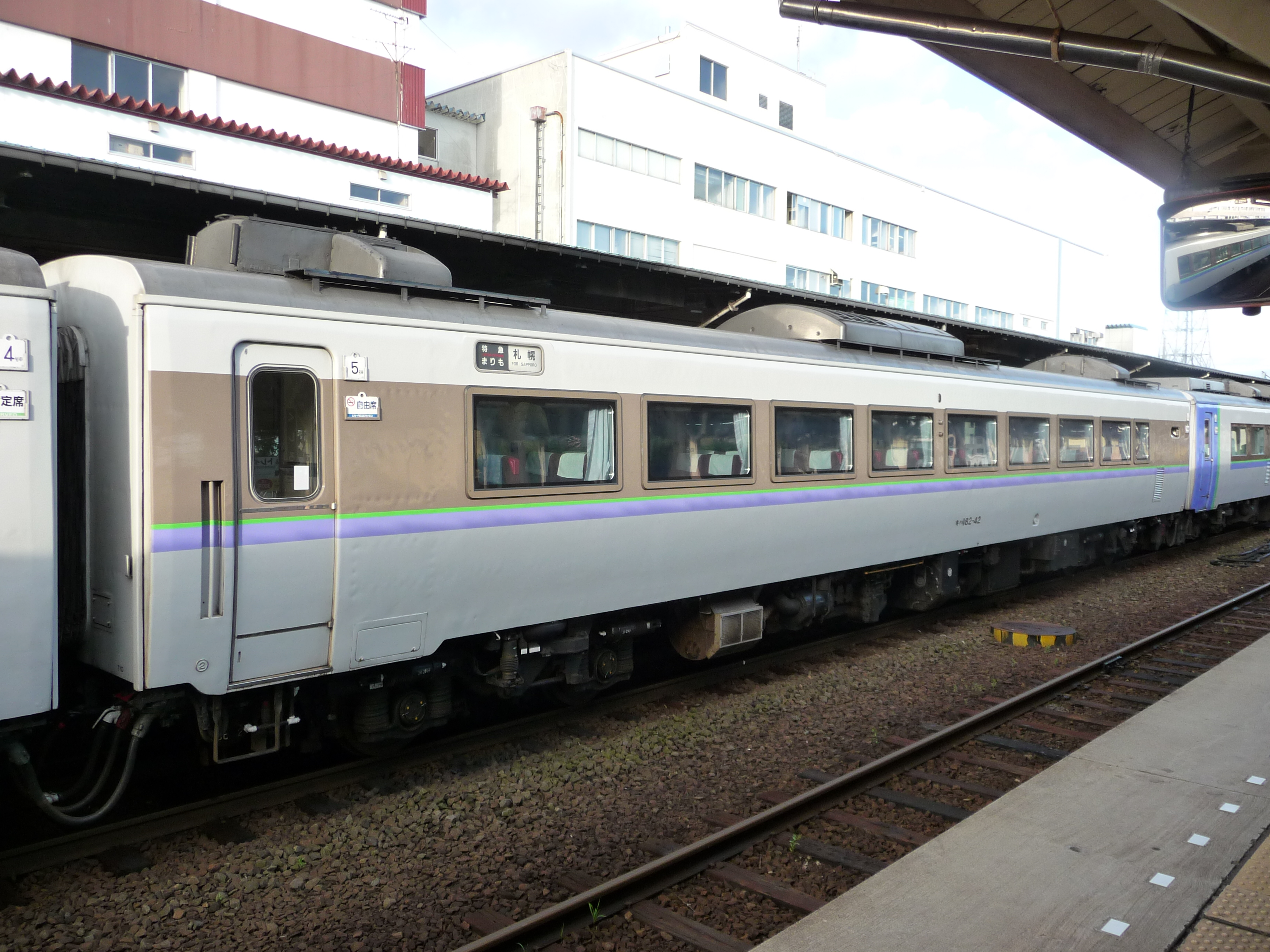
客室部分の窓にポリカーボネート板を装着した鉄道車両

落下した雪の塊によってバラストが跳ね上げられる問題については、列車の窓ガラスにポリカーボネートを装着して割れないようにする対策が行われている。分岐器部分に落下して転換不能をもたらす問題に対しては、電気融雪器、カンテラ、ウォータージェット式の除雪装置などを設置して、詰まった雪を除去、融解してしまう対策が採られている。